# شیخ‌محله (آمل)
شیخ محله ، روستایی از توابع بخش لاریجان شهرستان آمل در استان مازندران ایران و در دهستان نمارستاق قرار دارد.
‍ آبادی شیخ محله از دهستان نمارستاق بوده و در ارتفاع۲۱۸۰ متری از سطح دریا و به فاصله ۴۵ کیلومتری از مرکز بخش قرار دارد. در مورد وجه تسمیه این آبادی چنین روایت میکنند که: قریه شیخ محله در قرون گذشته قصبه کوچکی بوده است و در زمان #حجاج_بن_یوسف که سادات کشی شروع شده بود، دو تن از بزرگواران بنام امامزاده عبدالمناف و امامزاده عبدالمطلب را در آبادی عبدالمناف به شهادت رساندند، که روستای فوق به همین نام نامگذاری شد و دو تن از سادات یکی بنام سید حسن یعقوب در روستای شیخ محله فعلی سکونت داشتند، که دشمنان اسلام و سادات در پی قتل این سادات برآمدند و به محض ورود به قریه مذکور، ماموران حاکم وقت از اهالی استعلام نمودند که آیا در این روستا ساداتی وجود دارد؟ و مردم جهت تقیه نمودن و ممانعت از کشتن سید بزرگوار پاسخ دادند که در این قصبه سادات نداریم اما شخصی زندگی میکند بنام شیخ حسن یعقوب که فردی روحانی است، در خفا به سید حسن یعقوب خبر دادند که خود را به لباس روحانی مبلس نموده و از لباس سادات استفاده نکند که دشمنان در پی قتل او هستند. آقا سید حسن با لباس روحانی درآمده به شیخ حسن یعقوب معرفی گشت و از این طریق ماموران حجاج بن یوسف نتوانستند وی را به قتل یا شهادت برسانند. و پس از گذشت چند سالی و سکونت آقا در این قریه این آبادی بنام شیخ محله مشهور گشت. از کرامات آقا سید حسن یعقوب نقل میکنند که هر از چند گاهی شکاری به روستا وارد میشود و در اطراف بقعه مشغول چریدن یا استراحت می آید. و حتی در سالهای اخیر شکاری در یکی از روزهای سال ۱۳۸۸ ه.ش مصادف با روز عرفه به روستا و محوطه بقعه آقا سید حسن وارد شده، و یکی از اهالی با دیدن این شکار، نسبت به صید آن اقدام نمودند و گوشت شکار را جهت تبرک و قربانی بین افراد مستمند توزیع کردند.

## جمعیت
این روستا در دهستان نمارستاق قرار دارد و بر اساس سرشماری مرکز آمار ایران در سال ۱۳۸۵، جمعیت آن ۸۲ نفر (۲۷خانوار) بوده‌است.